# Kevin Ullyett
Kevin Robert Ullyett (* 23. Mai 1972 in Salisbury, Rhodesien) ist ein ehemaliger simbabwischer Tennisspieler.

## Karriere
Der Doppelspezialist konnte in seiner Karriere 33 Turniersiege im Herrendoppel erringen sowie 23 weitere Endspiele erreichen. Seine größten Erfolge waren der Gewinn der Doppelkonkurrenzen der US Open 2001 und der Australian Open 2005, jeweils mit seinem Landsmann und langjährigen Doppelpartner Wayne Black. Seine besten Weltranglistenplatzierung erreichte er im Einzel im Jahr 2000 mit Rang 107 und im Doppel 2005 mit Rang 4.
Auch bei den Mixed-Konkurrenzen der Grand-Slam-Turniere kann Ullyett Erfolge vorweisen. So gelang ihm an der Seite von Daniela Hantuchová 2002 der Titelgewinn bei den Australian Open. Darüber hinaus konnte er 2002 in Wimbledon (mit Hantuchová) und 2005 in Melbourne (mit Liezel Huber) jeweils das Endspiel erreichen.

## Erfolge
| Legende                                          |
| Grand Slam (3)                                   |
| Tennis Masters Cup                               |
| ATP Masters Series (5)                           |
| ATP International Series Gold (4)                |
| ATP International Series ATP World Tour 250 (24) |

| Titel nach Belag |
| Hartplatz (23)   |
| Sand (7)         |
| Rasen (3)        |
| Teppich (3)      |

### Doppel

#### Turniersiege
| Nr. | Datum              | Turnier              | Belag         | Partner        | Finalgegner                         | Ergebnis          |
| --- | ------------------ | -------------------- | ------------- | -------------- | ----------------------------------- | ----------------- |
| 1.  | 3. Februar 1997    | Schanghai            | Teppich (i)   | Maks Mirny     | Tomas Nydahl Stefano Pescosolido    | 7:6, 6:7, 7:5     |
| 2.  | 27. April 1998     | Orlando              | Sand          | Grant Stafford | Michael Tebbutt Mikael Tillström    | 4:6, 6:4, 7:5     |
| 3.  | 11. Mai 1998       | Coral Springs        | Sand          | Grant Stafford | Mark Merklein Vincent Spadea        | 7:5, 6:4          |
| 4.  | 27. Juli 1998      | Washington, D.C. (1) | Hartplatz     | Grant Stafford | Wayne Ferreira Patrick Galbraith    | 6:3, 7:5          |
| 5.  | 21. September 1998 | Bournemouth          | Sand          | Neil Broad     | Wayne Arthurs Alberto Berasategui   | 7:6, 6:3          |
| 6.  | 25. Oktober 1999   | Lyon (1)             | Teppich (i)   | Piet Norval    | Wayne Ferreira Sandon Stolle        | 4:6, 7:65, 7:64   |
| 7.  | 15. November 1999  | Stockholm (1)        | Hartplatz (i) | Piet Norval    | Jan-Michael Gambill Scott Humphries | 7:5, 6:3          |
| 8.  | 28. August 2000    | Long Island (1)      | Hartplatz     | Jonathan Stark | Jan-Michael Gambill Scott Humphries | 6:4, 6:4          |
| 9.  | 9. Oktober 2000    | Hongkong             | Hartplatz     | Wayne Black    | Dominik Hrbatý David Prinosil       | 6:1, 6:2          |
| 10. | 13. November 2000  | St. Petersburg       | Hartplatz (i) | Daniel Nestor  | Thomas Shimada Myles Wakefield      | 7:65, 7:5         |
| 11. | 19. Februar 2001   | Kopenhagen           | Hartplatz (i) | Wayne Black    | Jiří Novák David Rikl               | 6:3, 6:3          |
| 12. | 27. August 2001    | Long Island (2)      | Hartplatz     | Jonathan Stark | Leoš Friedl Radek Štěpánek          | 6:1, 6:4          |
| 13. | 10. September 2001 | US Open              | Hartplatz     | Wayne Black    | Donald Johnson Jared Palmer         | 7:69, 2:6, 6:3    |
| 14. | 7. Januar 2002     | Adelaide             | Hartplatz     | Wayne Black    | Bob Bryan Mike Bryan                | 7:5, 6:2          |
| 15. | 4. März 2002       | San José             | Hartplatz (i) | Wayne Black    | John-Laffnie de Jager Robbie Koenig | 6:3, 4:6, [10:5]  |
| 16. | 17. Juni 2002      | Queen’s Club (1)     | Rasen         | Wayne Black    | Mahesh Bhupathi Maks Mirny          | 7:6, 3:6, 6:3     |
| 17. | 19. August 2002    | Washington, D.C. (2) | Hartplatz     | Wayne Black    | Bob Bryan Mike Bryan                | 3:6, 6:3, 7:5     |
| 18. | 14. Oktober 2002   | Lyon (2)             | Teppich (i)   | Wayne Black    | Mark Knowles Daniel Nestor          | 6:4, 3:6, 7:63    |
| 19. | 28. Oktober 2002   | Stockholm (2)        | Hartplatz (i) | Wayne Black    | Wayne Arthurs Paul Hanley           | 6:4, 2:6, 7:64    |
| 20. | 5. Mai 2003        | München              | Sand          | Wayne Black    | Joshua Eagle Jared Palmer           | 6:3, 7:5          |
| 21. | 5. April 2004      | Miami                | Hartplatz     | Wayne Black    | Jonas Björkman Todd Woodbridge      | 6:2, 7:612        |
| 22. | 17. Mai 2004       | Hamburg (1)          | Sand          | Wayne Black    | Bob Bryan Mike Bryan                | 6:1, 6:2          |
| 23. | 31. Januar 2005    | Australian Open      | Hartplatz     | Wayne Black    | Bob Bryan Mike Bryan                | 6:4, 6:4          |
| 24. | 15. August 2005    | Montréal             | Hartplatz     | Wayne Black    | Jonathan Erlich Andy Ram            | 7:65, 6:4         |
| 25. | 27. Februar 2006   | Rotterdam            | Hartplatz (i) | Paul Hanley    | Jonathan Erlich Andy Ram            | 7:64, 7:62        |
| 26. | 6. März 2006       | Dubai                | Hartplatz     | Paul Hanley    | Mark Knowles Daniel Nestor          | 1:6, 6:2, [10:1]  |
| 27. | 22. Mai 2006       | Hamburg (2)          | Sand          | Paul Hanley    | Mark Knowles Daniel Nestor          | 4:6, 7:6, [10:4]  |
| 28. | 19. Juni 2006      | Queen’s Club (2)     | Rasen         | Paul Hanley    | Jonas Björkman Maks Mirny           | 6:4, 7:6          |
| 29. | 16. Oktober 2006   | Stockholm (3)        | Hartplatz (i) | Paul Hanley    | Olivier Rochus Kristof Vliegen      | 7:62, 6:4         |
| 30. | 15. Januar 2007    | Sydney               | Hartplatz     | Paul Hanley    | Mark Knowles Daniel Nestor          | 6:4, 6:73, [10:6] |
| 31. | 16. Juni 2008      | Nottingham           | Rasen         | Bruno Soares   | Jeff Coetzee Jamie Murray           | 6:2, 7:65         |
| 32. | 13. Juli 2008      | Båstad               | Sand          | Jonas Björkman | Johan Brunström Jean-Julien Rojer   | 6:2, 6:2          |
| 33. | 12. Oktober 2008   | Stockholm (4)        | Hartplatz (i) | Jonas Björkman | Johan Brunström Michael Ryderstedt  | 6:1, 6:3          |
| 34. | 2. November 2008   | Paris                | Hartplatz (i) | Jonas Björkman | Jeff Coetzee Wesley Moodie          | 6:2, 6:2          |
| 35. | 25. Oktober 2009   | Stockholm (5)        | Hartplatz (i) | Bruno Soares   | Simon Aspelin Paul Hanley           | 6:4, 7:64         |

#### Finalteilnahmen
| Nr. | Datum             | Turnier              | Belag         | Partner            | Finalgegner                       | Ergebnis              |
| --- | ----------------- | -------------------- | ------------- | ------------------ | --------------------------------- | --------------------- |
| 1.  | 29. April 1996    | Seoul                | Hartplatz     | Kent Kinnear       | Rick Leach Jonathan Stark         | 4:6, 4:6              |
| 2.  | 12. Oktober 1998  | Basel                | Hartplatz (i) | Piet Norval        | Olivier Delaître Fabrice Santoro  | 3:6, 6:7              |
| 3.  | 11. Januar 1999   | Doha                 | Hartplatz     | Piet Norval        | Alex O’Brien Jared Palmer         | 3:6, 4:6              |
| 4.  | 18. Oktober 1999  | Wien                 | Hartplatz (i) | Piet Norval        | David Prinosil Sandon Stolle      | 3:6, 4:6              |
| 5.  | 13. Mai 2002      | Rom                  | Sand          | Wayne Black        | Martin Damm Cyril Suk             | 5:7, 5:7              |
| 6.  | 3. März 2003      | Dubai                | Hartplatz     | Wayne Black        | Leander Paes David Rikl           | 3:6, 0:6              |
| 7.  | 21. Juli 2003     | Stuttgart            | Sand          | Jewgeni Kafelnikow | Tomáš Cibulec Pavel Vízner        | 6:3, 3:6, 4:6         |
| 8.  | 6. Oktober 2003   | Moskau               | Teppich (i)   | Wayne Black        | Mahesh Bhupathi Maks Mirny        | 3:6, 5:7              |
| 9.  | 20. Oktober 2003  | Madrid               | Hartplatz (i) | Wayne Black        | Mahesh Bhupathi Maks Mirny        | 2:6, 6:2, 3:6         |
| 10. | 22. März 2004     | Indian Wells         | Hartplatz     | Wayne Black        | Sébastien Grosjean Arnaud Clément | 3:6, 6:4, 5:7         |
| 11. | 26. Juli 2004     | Indianapolis         | Hartplatz     | Wayne Black        | Jordan Kerr Jim Thomas            | 7:67, 6:73, 3:6       |
| 12. | 8. November 2004  | Paris                | Teppich (i)   | Wayne Black        | Jonas Björkman Todd Woodbridge    | 3:6, 4:6              |
| 13. | 21. November 2004 | Houston              | Hartplatz     | Wayne Black        | Bob Bryan Mike Bryan              | 6:5, 5:7, 4:6, 2:6    |
| 14. | 4. April 2005     | Miami                | Hartplatz     | Wayne Black        | Jonas Björkman Maks Mirny         | 1:6, 2:6              |
| 15. | 8. August 2005    | Washington, D.C. (1) | Hartplatz     | Wayne Black        | Bob Bryan Mike Bryan              | 4:6, 2:6              |
| 16. | 22. August 2005   | Cincinnati           | Hartplatz     | Wayne Black        | Jonas Björkman Maks Mirny         | 4:6, 7:5, 2:5         |
| 17. | 9. Januar 2006    | Adelaide             | Hartplatz     | Paul Hanley        | Jonathan Erlich Andy Ram          | 6:74, 6:710           |
| 18. | 7. August 2006    | Washington, D.C. (2) | Hartplatz     | Paul Hanley        | Bob Bryan Mike Bryan              | 3:6, 7:5, [3:10]      |
| 19. | 14. August 2006   | Toronto (1)          | Hartplatz     | Paul Hanley        | Bob Bryan Mike Bryan              | 5:7, 1:6              |
| 20. | 12. August 2007   | Montréal (2)         | Hartplatz     | Paul Hanley        | Mahesh Bhupathi Pavel Vízner      | 4:6, 4:6              |
| 21. | 21. April 2008    | Estoril              | Sand          | Jamie Murray       | Jeff Coetzee Wesley Moodie        | 2:6, 6:4, [8:10]      |
| 22. | 5. Juli 2008      | Wimbledon            | Rasen         | Jonas Björkman     | Daniel Nestor Nenad Zimonjić      | 6:712, 7:63, 3:6, 3:6 |
| 23. | 17. August 2008   | Washington, D.C. (3) | Hartplatz     | Bruno Soares       | Marc Gicquel Robert Lindstedt     | 6:76, 3:6             |
| 24. | 29. August 2009   | New Haven            | Hartplatz     | Bruno Soares       | Julian Knowle Jürgen Melzer       | 4:6, 6:73             |

### Mixed

#### Turniersiege
| Nr. | Datum           | Turnier         | Belag     | Partnerin          | Finalgegner               | Ergebnis |
| --- | --------------- | --------------- | --------- | ------------------ | ------------------------- | -------- |
| 1.  | 14. Januar 2002 | Australian Open | Hartplatz | Daniela Hantuchová | Gastón Etlis Paola Suárez | 6:3, 6:2 |

#### Finalteilnahmen
| Nr. | Datum           | Turnier         | Belag     | Partnerin          | Finalgegner                       | Ergebnis       |
| --- | --------------- | --------------- | --------- | ------------------ | --------------------------------- | -------------- |
| 1.  | 7. Juli 2002    | Wimbledon       | Rasen     | Daniela Hantuchová | Jelena Lichowzewa Mahesh Bhupathi | 2:6, 6:1, 1:6  |
| 2.  | 30. Januar 2005 | Australian Open | Hartplatz | Liezel Huber       | Samantha Stosur Scott Draper      | 2:6, 6:2, 6:76 |

## Abschneiden bei bedeutenden Turnieren

### Doppel
Die Tabelle listet die Ergebnisse der Grand-Slam-Turniere, der ATP Finals, der Olympischen Spiele, des Davis Cups und der Masters-Turniere auf.
| Turnier           | 2010 | 2009 | 2008 | 2007 | 2006 | 2005 | 2004 | 2003 | 2002 | 2001 | 2000 | 1999 | 1998 | 1997 | 1996 | 1995 | 1994 | Karriere |
| ----------------- | ---- | ---- | ---- | ---- | ---- | ---- | ---- | ---- | ---- | ---- | ---- | ---- | ---- | ---- | ---- | ---- | ---- | -------- |
| Australian Open   | —    | AF   | AF   | HF   | HF   | S    | VF   | AF   | VF   | VF   | 2    | 1    | 1    | 2    | —    | VF   | 1    | 1 × S    |
| French Open       | —    | VF   | VF   | 2    | 2    | 1    | VF   | 2    | AF   | AF   | AF   | AF   | 2    | 1    | 1    | —    | 1    | 3 × VF   |
| Wimbledon         | 1    | VF   | F    | 2    | VF   | HF   | VF   | AF   | 2    | 1    | 1    | AF   | 2    | 1    | —    | 1    | 1    | 1 × F    |
| US Open           | —    | 2    | 2    | HF   | HF   | HF   | VF   | AF   | VF   | S    | 1    | 1    | 2    | 1    | —    | —    | 1    | 1 × S    |
| ATP Finals        | —    | —    | RR   | HF   | HF   | HF   | F    | —    | —    | —    | —    | RR   | —    | —    | —    | —    | —    | 1 × F    |
| Indian Wells      | —    | 1    | VF   | VF   | 1    | VF   | F    | AF   | VF   | 1    | 1    | AF   | —    | —    | —    | —    | HF   | 1 × F    |
| Miami             | —    | VF   | AF   | VF   | HF   | F    | S    | AF   | AF   | AF   | AF   | —    | 2    | —    | —    | 1    | 2    | 1 × S    |
| Monte Carlo       | —    | AF   | HF   | HF   | —    | —    | —    | HF   | —    | 1    | 1    | AF   | —    | —    | —    | —    | —    | 3 × HF   |
| Madrid            | —    | HF   | HF   | AF   | HF   | HF   | —    | F    | AF   |      |      |      |      |      |      |      |      | 1 × F    |
| Rom               | —    | HF   | HF   | VF   | VF   | AF   | VF   | AF   | F    | 1    | —    | 1    | —    | —    | —    | —    | —    | 1 × F    |
| Hamburg           |      |      | AF   | F    | S    | AF   | S    | AF   | 1    | AF   | —    | AF   | —    | —    | —    | —    | —    | 2 × S    |
| Kanada            | —    | AF   | VF   | F    | F    | S    | AF   | 1    | AF   | AF   | AF   | AF   | 1    | —    | —    | —    | —    | 1 × S    |
| Cincinnati        | —    | AF   | AF   | VF   | AF   | F    | AF   | 1    | AF   | 1    | 1    | 1    | 1    | 1    | —    | —    | —    | 1 × F    |
| Stockholm         |      |      |      |      |      |      |      |      |      |      |      |      |      |      |      |      | —    | —        |
| Essen             |      |      |      |      |      |      |      |      |      |      |      |      |      |      |      | —    |      | —        |
| Stuttgart         |      |      |      |      |      |      |      |      |      | AF   | AF   | 1    | 1    | —    | —    |      |      | 2 × AF   |
| Shanghai          | —    | AF   |      |      |      |      |      |      |      |      |      |      |      |      |      |      |      | 1 × AF   |
| Paris             | —    | AF   | S    | VF   | AF   | HF   | F    | VF   | AF   | HF   | 1    | 1    | VF   | —    | —    | —    | —    | 1 × S    |
| Olympische Spiele |      |      | —    |      |      |      | VF   |      |      |      | 1    |      |      |      | —    |      |      | 1 × VF   |
| Davis Cup         | —    | —    | —    | —    | —    | —    | —    | —    | PO   | —    | 1    | —    | —    | —    | —    | —    | —    | 1 × 1R   |

Zeichenerklärung: S = Turniersieg; F, HF, VF, AF = Einzug ins Finale, Halb-, Viertel-, Achtelfinale; 1, 2, 3 = Ausscheiden in der 1., 2., 3. Haupt- / Finalrunde; Q1, Q2, Q3 = Ausscheiden in der 1., 2. 3. Qualifikationsrunde; RR = Round Robin (Gruppenphase); nicht ausgetragen oder andere Kategorie; PO (Playoff), P2 = Auf-/Abstiegsrunde zur Weltgruppe I/II im Davis Cup; W2 = Teilnahme in der Weltgruppe II

### Mixed
| Turnier         | 1997 | 1998 | 1999 | 2000 | 2001 | 2002 | 2003 | 2004 | 2005 | 2006 | 2007 | 2008 | 2009 | Karriere |
| --------------- | ---- | ---- | ---- | ---- | ---- | ---- | ---- | ---- | ---- | ---- | ---- | ---- | ---- | -------- |
| Australian Open | —    | —    | AF   | —    | AF   | S    | HF   | VF   | F    | 1    | HF   | 1    | 1    | S        |
| French Open     | —    | —    | —    | —    | 1    | VF   | 1    | AF   | VF   | 1    | VF   | AF   | 1    | VF       |
| Wimbledon       | 1    | 2    | 2    | 1    | —    | F    | AF   | 2    | HF   | 2    | 2    | VF   | VF   | F        |
| US Open         | —    | —    | 1    | —    | 1    | AF   | 1    | AF   | VF   | AF   | AF   | 1    | HF   | HF       |